# 石笑天
石笑天（1990年3月6日—），是一名中国足球运动员，现效力中国足球超级联赛球队青島西海岸，司职守门员。

## 俱乐部生涯
石笑天自幼加盟家乡球队沈阳金德青训体系，在2007年随沈阳金德南迁长沙，并被提升进入长沙金德一线队，担任宋振瑜的替补。2008年5月3日，他在长沙金德客场1比1战平青岛中能的比赛中代替受伤的宋振瑜首发出场，上演职业生涯的联赛首秀。之后由于宋振瑜上调国家队集训，石笑天还获得数次首发登场的机会，2008赛季共登场6次。
2010赛季，在宋振瑜转会成都天诚足球俱乐部后，石笑天担任新转会加盟的张磊的替补，在赛季末段他曾经代替受伤的张磊出场，但赛季结束后长沙金德联赛排名垫底降级，球队被转卖到深圳成立深圳凤凰足球俱乐部参加2011赛季中甲联赛，队中大批球员离队。石笑天在家乡球队沈阳东进试训并一度接近签约，但最终还是选择留在深圳凤凰。
在2011赛季前半段，他担任球队的主力门将，但后半段则沦为王略的替补。赛季中，深圳凤凰又被转卖到广州成立广州富力足球俱乐部，并最终以联赛亚军的成绩重返中超，石笑天在这个赛季中出场16次，全部为首发。2012赛季，前国家队门将程月磊加盟广州富力后石笑天成为他的替补门将。2013赛季前半程，由于程月磊状态低迷，石笑天再次得到首发出场的机会，该赛季出场12次。
2014年2月，石笑天转会加盟中国足球超级联赛球队辽宁宏运。2015年2月，他被租借至中超球队北京国安。